# 雞毛撢子

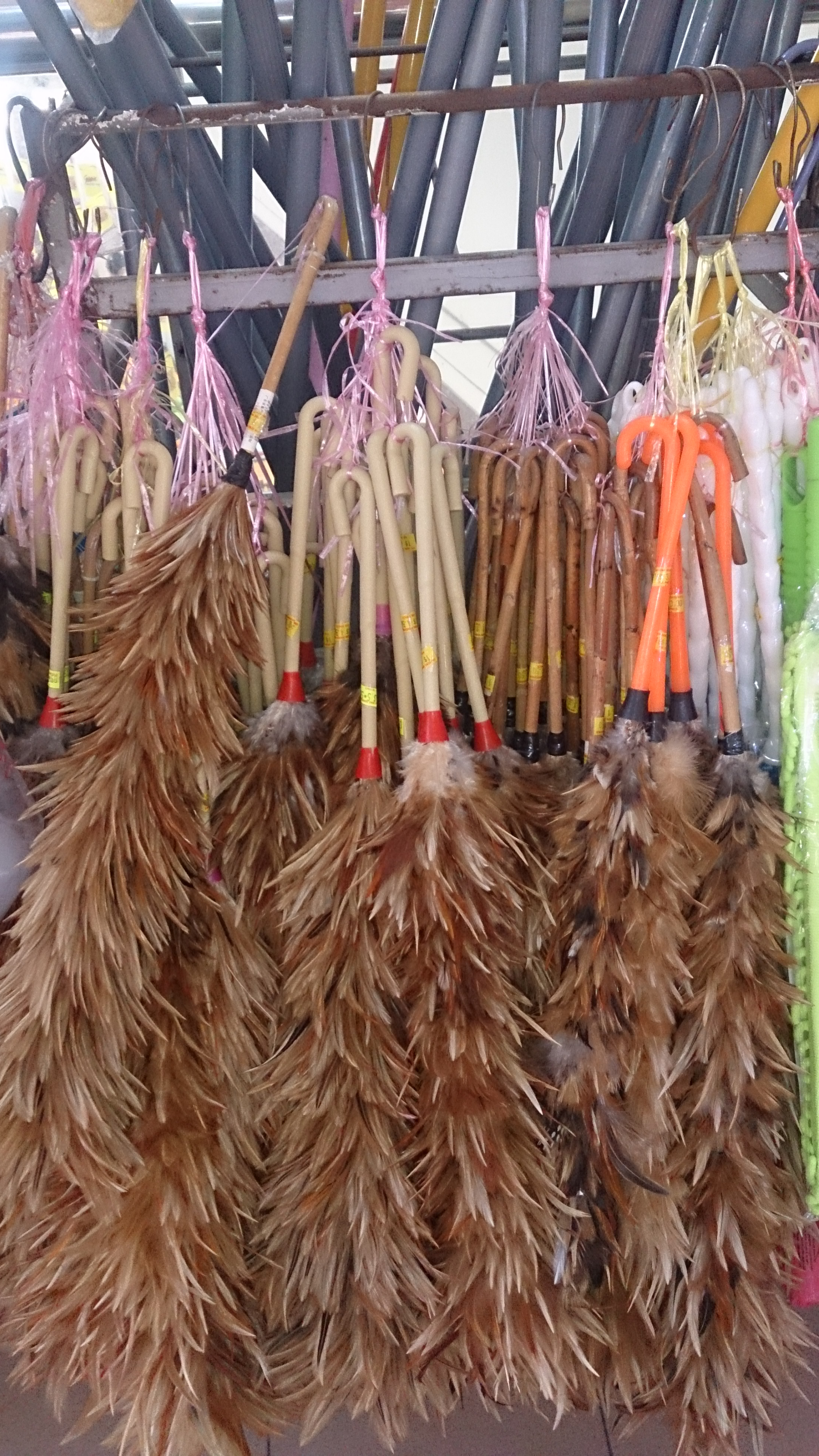
雞毛撣子是清潔灰塵的工具

雞毛撣子又稱雞毛掃，是一種清潔用的工具，以雞毛纏繞在棍棒上製作而成，可以藉由掃動來去除器物表面的灰塵。現代也有用其他材質代替雞毛。